# Laajajra
Laajajra (franska: Laajajra (CR), Laajajra (Commune Rurale), arabiska: عدرج) är en kommun i Marocko.   Den ligger i provinsen Moulay Yacoub och regionen Fès-Meknès, i den nordöstra delen av landet, 160 km öster om huvudstaden Rabat. Antalet invånare är 13 931.